# S.M. The Performance
S.M. The Performance는 2012년에 SM 엔터테인먼트가 결성한 댄스 프로젝트 그룹이다. 이 그룹은 2012년 12월 SBS 가요대전에서 처음 모습을 드러냈다. 이 그룹은 SM 그룹의 멤버들로 구성되며 첫 결성은 유노윤호(동방신기), 은혁(슈퍼주니어), 동해 (가수)(슈퍼주니어), 태민(샤이니), 민호(샤이니), 카이 (1994년)(EXO), 레이 (가수)(EXO)로 구성되었다.

## 구성원
- 유노윤호
- 은혁
- 동해 (가수)
- 태민
- 민호
- 카이 (1994년)
- 레이 (가수)
- 텐 (가수)

## 디스코그래피
- Spectrum (with Zedd) - 2012년
- Dream In A Dream (夢中夢 / 몽중몽) - 2017년